# Thomas Bouch
Sir Thomas Bouch ( /ˈbaʊtʃ/; 25 de febrero de 1822 - 30 de octubre de 1880) fue un ingeniero ferroviario británico. Como gerente del Ferrocarril de Edimburgo y del Norte puso en servicio el primer servicio Ro-Ro de transbordador ferroviario del mundo. Posteriormente, como ingeniero consultor, contribuyó al desarrollo de los cajones de cimentación y popularizó el uso de celosías en puentes ferroviarios. Fue nombrado caballero después de completar con éxito el primer puente ferroviario del Tay, pero su reputación quedó arruinada por el desplome de su estructura al paso de un tren, accidente en el que se estima que 75 personas perdieron la vida como resultado de defectos en el diseño, la construcción y el mantenimiento, por lo que Bouch estuvo detenido como principal responsable del denominado desastre del puente del Tay. Murió a los 18 meses de haber sido nombrado caballero.

## Comienzo de su carrera

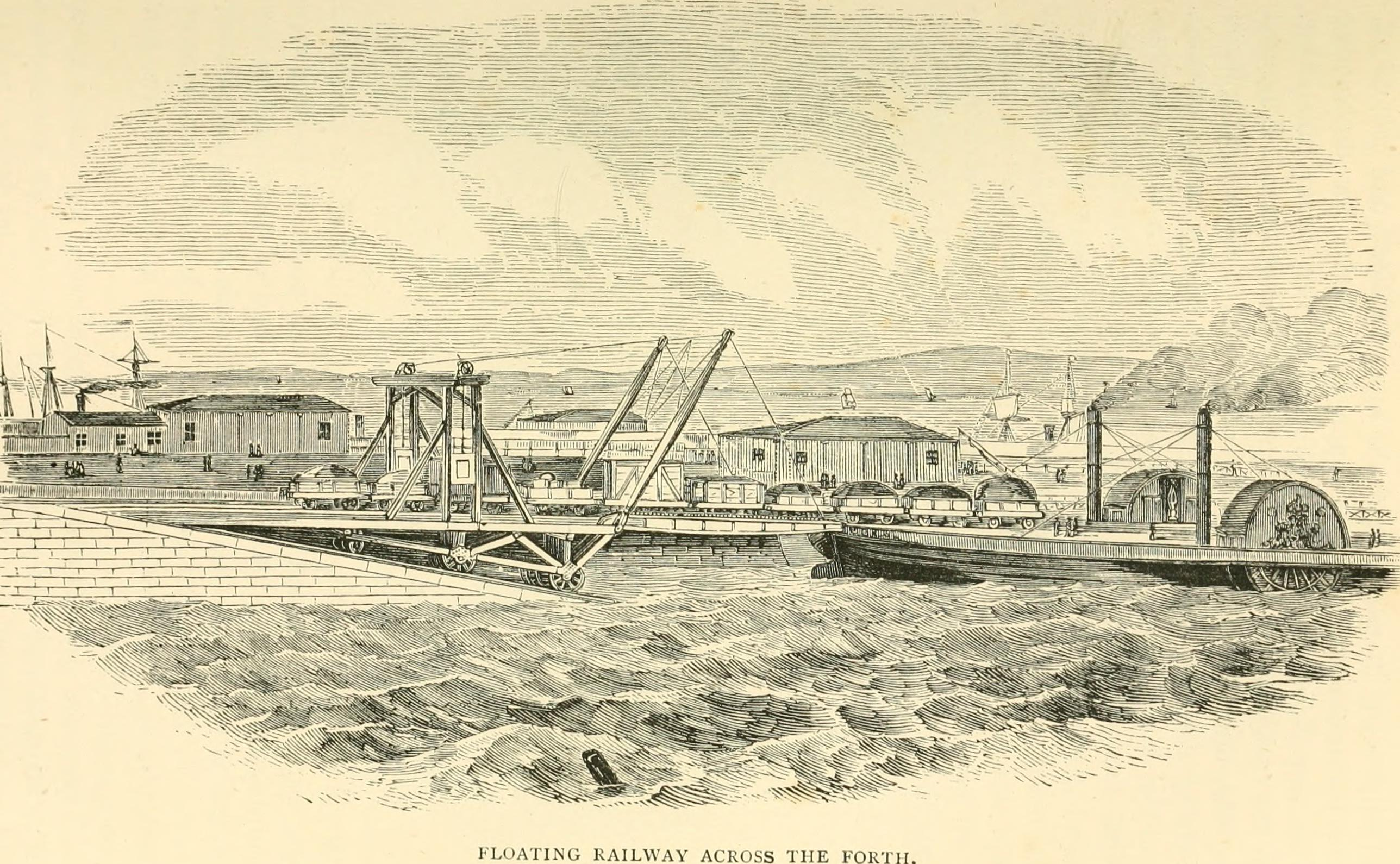
Una de las primeras rampas del ferry, diseñada por Bouch

Bouch nació en 1822 en Thursby, cerca de Carlisle, Cumberland. El padre de Bouch (un capitán de barco retirado) regentaba el Ship Inn de la localidad de Thursday. Thomas fue educado en escuelas locales (primero en Thursday y luego en Carlisle) antes de que a la edad de 17 años comenzara su carrera en ingeniería civil como asistente de uno de los ingenieros que construían el Ferrocarril de Lancaster y Carlisle. Después de un breve período de trabajo en Leeds (1844-1845), fue durante cuatro años uno de los ingenieros residentes del Ferrocarril de Stockton y Darlington, puesto que abandonó en 1849 para convertirse en gerente e ingeniero del Ferrocarril de Edimburgo y del Norte, uno de los precursores del Ferrocarril Británico del Norte. Introdujo los primeros transbordadores de tren roll-on roll-off en el mundo, a través del Fiordo de Forth desde Granton a Burntisland en Fife (3 de febrero de 1850). Otros habían tenido ideas similares, pero Bouch las puso en práctica, y lo hizo con una atención al detalle (como el diseño del atraque del ferry) que llevó a un presidente posterior de la Institución de Ingenieros Civiles a resolver cualquier disputa sobre la prioridad de la invención con la observación de que "había poco mérito en una concepción simple de este tipo, en comparación con una obra prácticamente realizada en todos sus detalles, y llevada a la perfección."

## Diseñador de ferrocarriles y puentes
Bouch luego se estableció por su cuenta como ingeniero ferroviario, trabajando principalmente en Escocia y el norte de Inglaterra. Los trazados que diseñó incluyen cuatro líneas de conexión, todas construidas por compañías independientes, que juntas permitieron un enlace directo entre las minas de mineral de hierro de Cumbria Occidental y el área servida por el Ferrocarril de Stockton y Darlington (que estaba detrás de ellas):
- El Ferrocarril de Darlington y Barnard Castle (20 millas, completado en 1856)[4]
- El Ferrocarril de South Durham y Lancashire Union (desde un cruce cerca de West Auckland vía Barnard Castle, sobre Stainmore por Kirkby Stephen hasta un cruce con la Línea Principal de la Costa Oeste en Tebay (50 millas, completado en 1861 entre Barnard Castle y Tebay, y en 1863 el resto, con un costo total 666.879 libras).[4] El trabajo incluyó el viaducto del Gaunless.
- El Ferrocarril de Eden Valley (Kirkby Stephen a Penrith, de 22 millas, completado en 1862, con un costo 204.803 libras.[4]
- El Ferrocarril de Cockermouth, Keswick y Penrith, de 31 millas (incluidos 135 puentes), completado en 1864 con un coste de 267.000 libras.[5]

Su respuesta a un brindis en una cena después de ponerse la primera piedra en el Ferrocarril de Eden muestra su filosofía sobre la ingeniería de estas líneas ferroviarias:
Las obras eran todas de carácter ligero y económico, y si él les proporcionara un ferrocarril de primera clase -uno en el que con cualquier velocidad alcanzable por una locomotora pudiera funcionar con perfecta seguridad y facilidad- si se lo diera sin ninguna extravagancia, entonces solo debería haber cumplido con su deber, pero si fracasaba, debería merecer toda la deshonra y el descrédito que conlleva el fracaso en las obras ligeras... El señor Whitwell había hablado de su carácter de constructor de ferrocarriles económicos, pero al ofrecer un ferrocarril económico en Eden Valley se había basado enteramente en la factibilidad del acceso al distrito y no en la inferioridad de las obras. La línea se llevaría a cabo de la manera más permanente y sustancial posible.
Hizo un uso considerable de los puentes de vigas de celosía, tanto con pilares de mampostería convencional como con pilares de celosía de hierro; los ejemplos más notables de este último tipo se hallan en la línea Stainmore:Deepdale y el viaducto de Belah. Un tratado contemporáneo sobre puentes de hierro elogiaba la ingeniería detallada de los pilares del viaducto de Belah (y describía el viaducto como uno de los más ligeros y económicos que jamás se hubieran erigido).
En otros lugares, el punto fuerte de Bouch era el bajo costo y la capacidad de construir ramales con importes que podían permitir pagar la vía, especialmente si se operaba con austeridad (en 1854, Bouch aconsejó a los directores del Ferrocarril de Peebles que la propia compañía debería construir su línea, ya que podrían hacerlo mucho más económicamente que una gran empresa). Ejemplos de este tipo de gestión son los ramales a Saint Andrews, Leven y Peebles. De hecho, la línea de Peebles se describe en su obituario como "el patrón de la construcción económica". Sin embargo, esta manera de actuar podría dejar a algunos clientes demasiado optimistas con un ferrocarril diseñado y construido a un precio razonable pero sin generar suficiente dinero para respaldar el mantenimiento adecuado (y por lo tanto, crear problemas por sí mismo, como demostró un accidente en el Ferrocarril de Saint Andrews).
Bouch hizo el estudio inicial para el Ferrocarril Suburbano y Southside Junction de Edimburgo, diseñó los sistemas de tranvías en Edimburgo, Glasgow, Dundee y Londres, y diseñó el viaducto de Redheugh como un puente de carretera que cruzaba el Tyne a la misma altura y no muy arriba del puente de Alto Nivel de Stephenson. También diseñó el viaducto de Hownes Gill en Consett, condado de Durham, que con 700 pies (213,4 m) de largo y un diseño de 12 arcos construido en ladrillo, llevó el Ferrocarril de Stanhope y Tyne 175 pies (53,3 m) por encima de Hownsgill. Hoy forma parte de la ruta ciclista Sea to Sea.
Bouch volvió repetidamente al problema de tender un puente entre los dos grandes estuarios de la costa este. Finalmente, se dio la autorización para unir el Tay y el Forth; en ambos casos, Bouch fue el ingeniero seleccionado para diseñar el puente.

## Puente del Tay

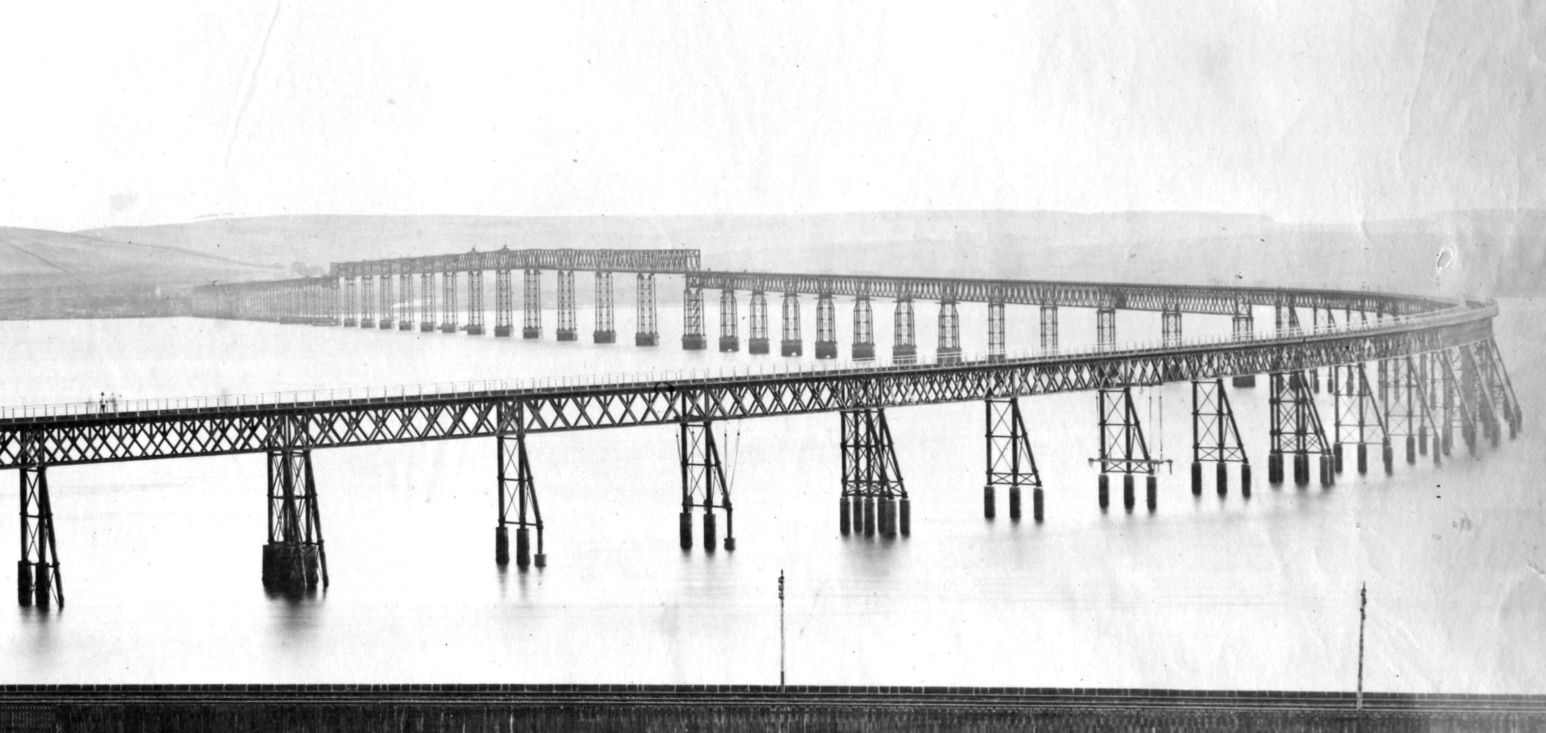
Puente del Tay original visto desde el norte

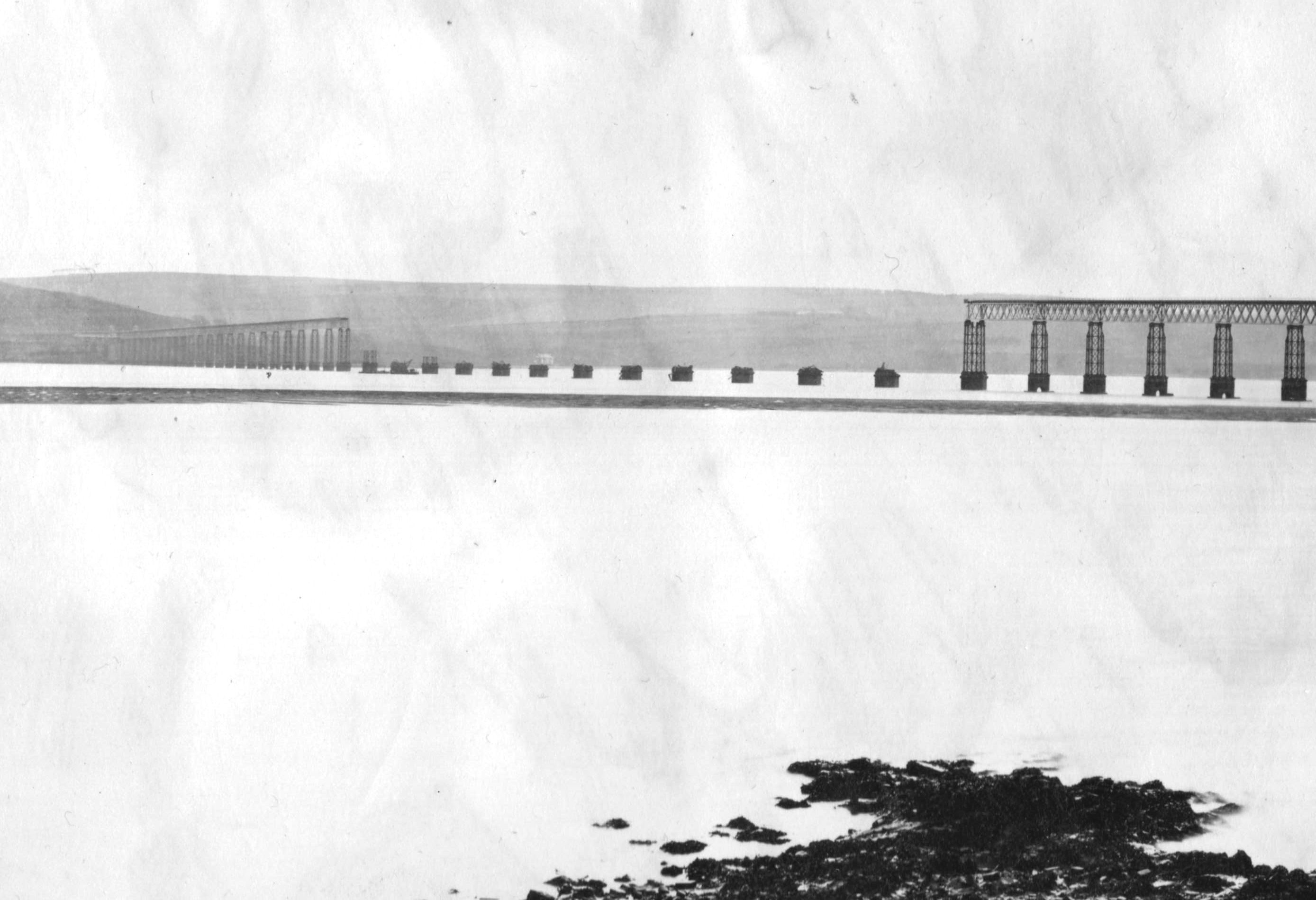
Puente del Tay original colapsado visto desde el norte

Bouch diseñó el primer puente ferroviario del Tay mientras trabajaba para el Ferrocarril Británico del Norte, y la inauguración oficial tuvo lugar en mayo de 1878. La reina Victoria viajó por él a fines de junio de 1879 y le otorgó el título de caballero en reconocimiento a su logro. Sin embargo, el puente se derrumbó el 28 de diciembre de 1879, en el accidente conocido como desastre del puente del Tay, cuando fue golpeado por fuertes vientos laterales. Un tren pasaba sobre el viaducto en ese momento y 75 personas resultaron muertas.
La investigación pública posterior reveló que los contratistas de la empresa ferroviaria sacrificaron la seguridad y la durabilidad para ahorrar costos. Las prácticas laborales descuidadas, como la fundición deficiente del metal y la reutilización de las jácenas caídas al estuario durante la construcción, fueron factores que contribuyeron al colapso del puente.
La investigación concluyó que el puente estaba "mal diseñado, mal construido y mal mantenido". Toda la sección de "vigas altas", en la que los trenes pasaban dentro de las vigas en lugar de encima de ellas, cayó durante el accidente, arrastrando hacia el fondo del estuario a un tren que pasaba por su interior. El análisis de los archivos ha demostrado que el diseño, que incluía columnas de fundición de hierro con orejetas integradas para sujetar las barras de unión, fue un error crítico, porque el hierro fundido es frágil a tracción. Se habían construido muchos puentes similares utilizando columnas de hierro fundido y tirantes de hierro forjado, pero ninguno utilizó ese detalle de diseño en particular. Gustave Eiffel construyó muchos de estos puentes en Francia en la década de 1860, algunos se han conservado y todavía soportan el paso de tráfico ferroviario.
Como ingeniero, se culpó a Thomas Bouch por el colapso del puente del Tay. Su asistente, Charles Meik, transmitió la impresión de que Bouch simplemente había "prestado su nombre", lo que implicaba que no tuvo ninguna influencia real sobre el diseño y la construcción.

### Consecuencias del desastre

#### Viaducto de South Esk
Después de la investigación, Bouch rápidamente sustituyó y reforzó las orejetas similares dispuestas en el nuevo puente que había construido, el Viaducto de South Esk, en Montrose, pero después de otra inspección, el puente fue demolido y reemplazado.

#### Puente del Tay
Los restos del puente del Tay original fueron demolidos y reemplazados por un diseño completamente nuevo proyectado por William Henry Barlow y su hijo Crawford Barlow. Algunas de las vigas de hierro forjado se reutilizaron en el nuevo puente de doble vía cortándolas por la mitad y volviéndolas a soldar para formar estructuras más anchas para la vía. Los pilares de ladrillo y mampostería del puente viejo se dejaron como tajamares para los nuevos pilares, que eran de diseño monocasco de hierro forjado y acero.

#### Puente del Forth
El diseño de Bouch de un puente colgante para un ferrocarril a través del fiordo de Forth, había sido aceptado y se había colocado la primera piedra, pero el proyecto fue cancelado después del desastre del puente del Tay. Uno de los apoyos aún permanece allí. Un diseño diferente, un puente en ménsula, fue elaborado por Sir Benjamin Baker y Sir John Fowler. El Puente de Forth se completó en 1890.

## Otras obras

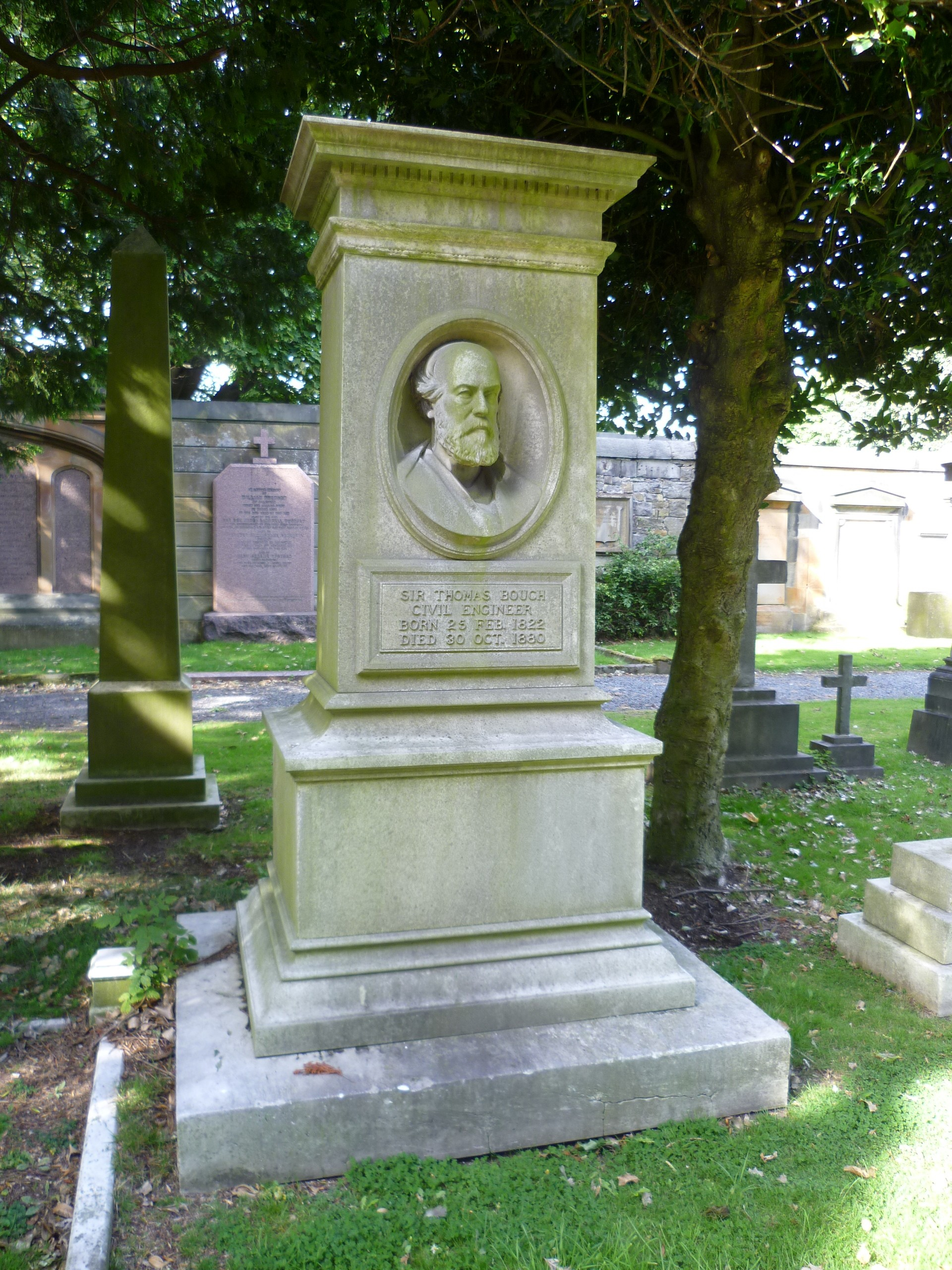
Sepultura de Bouch en el Cementerio Dean de Edimburgo

Bouch también parece haber estado involucrado en el diseño de muelles para embarcaciones de recreo. Diseñó el muelle de Portobello en 1869, que se inauguró en 1871. La estructura se oxidó mucho y en 1917 no era rentable repararla y fue demolida.

## Familia
Thomas era hermano de William Bouch, diseñador de locomotoras.

## Muerte
Thomas Bouch compró una casa de campo en Moffat, pero "su salud", que ya no era buena, "cedió más rápidamente de lo esperado ... bajo la conmoción y la angustia mental" causada por el desastre. Sin embargo, mantuvo oficinas en Edimburgo, en el 111 de George Street. Su dirección en Edimburgo era el 6 de Oxford Terrace, cerca del puente Dean.
Murió en su casa de Moffat el 30 de octubre de 1880, pocos meses después de que finalizara la investigación pública sobre el desastre. Está enterrado muy cerca, en el cementerio Dean. “En su muerte”, dijo la revista de la Institución de Ingenieros Civiles, “la profesión tiene que lamentar a quien, aunque quizás llevando sus obras más al margen de la seguridad que muchos otros lo hubieran hecho, mostró audacia, originalidad y recursos en un alto grado, y tuvo un papel destacado en el desarrollo posterior del sistema ferroviario".